# Ludvík Stříbrský
Ludvík Stříbrský (9. září 1906 Kněževes – 13. února 1942 koncentrační tábor Mauthausen) byl za Protektorátu Čechy a Morava účastníkem domácího protiněmeckého odporu, kde patřil do okruhu osob soustředěných kolem majora RNDr. Josefa Jedličky pracujícího v ilegalitě pro sovětskou vojenskou zpravodajskou službu GRU.

## Život
Ludvík Stříbrský se narodil v Kněževsi 9. září 1906 do rodiny Josefa Stříbrského a jeho manželky Marty Stříbrské (rozené Mottlové). Za Protektorátu Čechy a Morava byl ženat s Boženou Stříbrskou (rozenou Homolkovou), bydlel na adrese Praha III, Maisnerova ulice číslo 8 a živil se jako šofér.

### Odbojové aktivity
Za protektorátu v roce 1939 se podílel na odvezení významné části legionářského archivu z Památníku odboje na pražském Žižkově. Spolu s Jaroslavem Toufarem (1903–1942) tento materiál (a také nějaké zbraně) ukryli do podzemních štol vrchu Petřína (například i do staré štoly z dob Rudolfa II.)
Společně s Jaroslavem Toufarem plánoval údajně Ludvík Stříbrský provést pumový atentát na protektorátního ministra Emanuela Moravce. Tento nezdařený pokus o atentát spočíval v tom, že Toufar se Stříbrským údajně sestrojili pekelný stroj. Stříbrský jej zamontoval do krabice ve tvaru knihy. Krabice byla zabalena a opatřena stříbrným nápisem „Přátelské pozdravy“. Další okolnosti průběhu celé akce ovšem nejsou známy.
Hlavní odbojovou činností Ludvíka Stříbrského ale bylo zajišťování bezpečnosti během provozu (ostraha) a příprava prostorů (míst) k vysílání ilegálních radiostanic Jack a Magda. Pokud se jakákoliv z těchto ilegálních vysílaček pohybovala v regionu Prahy, pak se vysílalo vždy z několika různých míst a to na obou březích Vltavy. Aby místo vysílání zpráv nebylo stále stejné a tudíž snadno zaměřitelné německou odposlechovou službou (Funkabwehrem) byly vhodné prostory k vysílání zajištovány dvojicí odbojářů: Ladislavem Stříbrským a Jaroslavem Toufarem. (Gestapu se nikdy úplně nepodařilo dohledat všechna místa, odkud se vysílalo.)

### Zatčení, věznění, ...
Destrukční aktivita gestapa začala v Praze 14. října 1941, kdy byli zatčeni radisté ze zpravodajské sítě sovětského rezidenta GRU majora RNDr. Josefa Jedličky. Jednalo se o spisovatele Otakara Batličku a Františka Chybu, kteří obsluhovali ilegální radiostanici Magda, vysílali radiové depeše do SSSR a zpravodajsky spolupracovali se Třemi králi.
Dne 16. října 1941 byli příslušníky gestapa zatčeni ing. Jaroslav Kleiner a jeho manželka Antonie Kleinerová. O tři dny později (19. října 1941) byli zatčeni Jaroslav Toufar a Ludvík Stříbrský. Z německé policejní věznice v Praze na Pankráci byl Stříbrský 15. listopadu 1941 deportován do věznice gestapa v Malé pevnosti Terezín a odtud pak byl převezen 6. února 1942 do koncentračního tábora Mauthausen.
V Mauthausenu byla v pátek 13. února 1942 vykonána poprava jedenáctičlenné skupiny českých vlastenců. Tato skupina sestávala z odbojářů pozatýkaných v souvislosti s likvidací ilegální vysílačky Sparta Ic v Jinonickém akcízu (v noci ze 3. na 4. říjen 1941) a také se jednalo o čelné představitele odbojové organizace ÚVOD, tedy o blízké spolupracovníky profesora Vladimíra Krajiny a majora letectva RNDr. Josefa Jedličky. Mezi nimi byl i Ludvík Stříbrský, popravený toho dne v 15.37 hodin vpichem benzínové injekce do krajiny srdeční.    